# سروهای کانینگهم
سروهای کانینگهم (نام علمی: Cunninghamia) نام یک سرده از خانواده سرویان است.